# Casa di Laocoonte

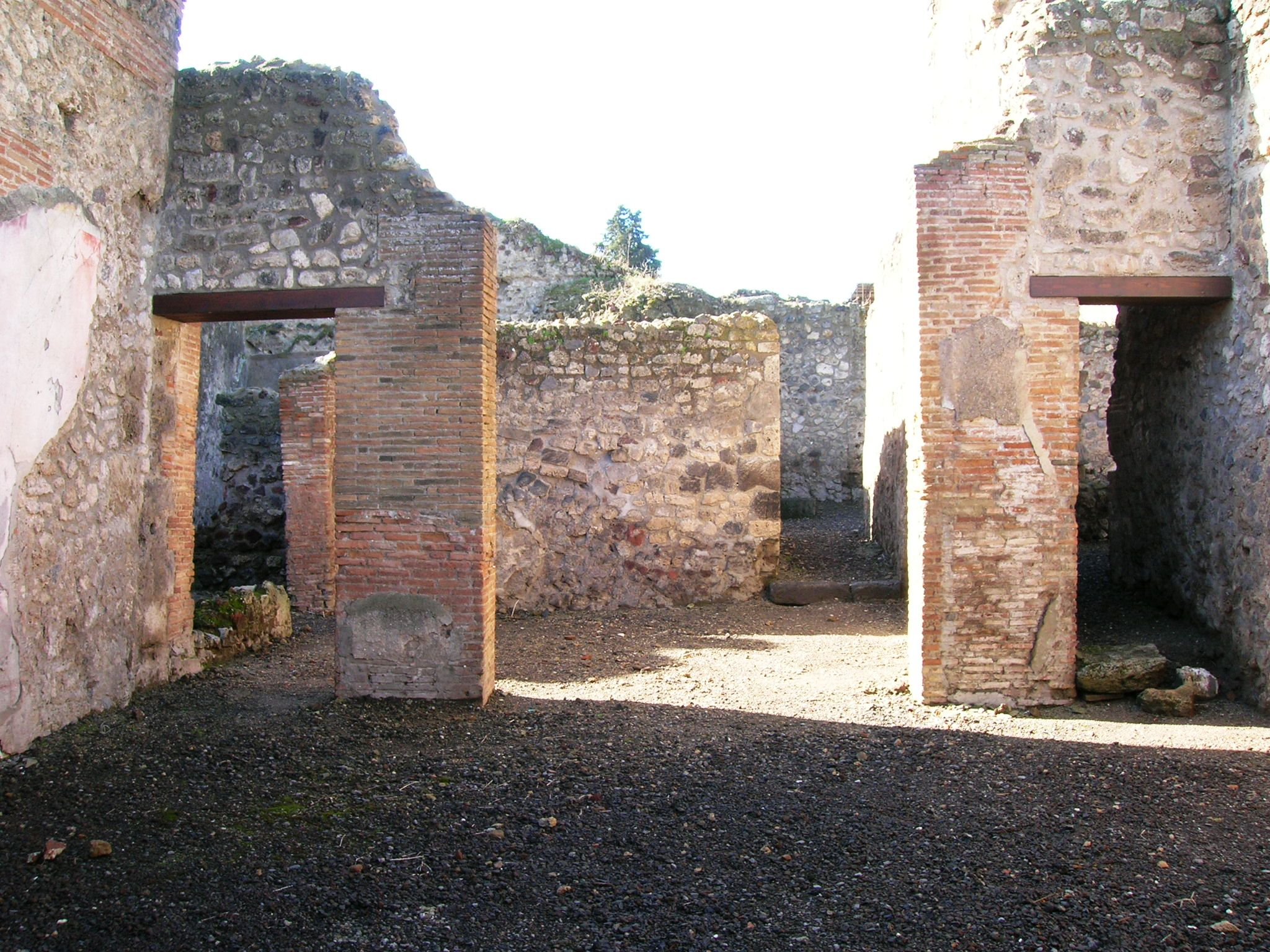
Ruinen der Casa di Laocoonte.

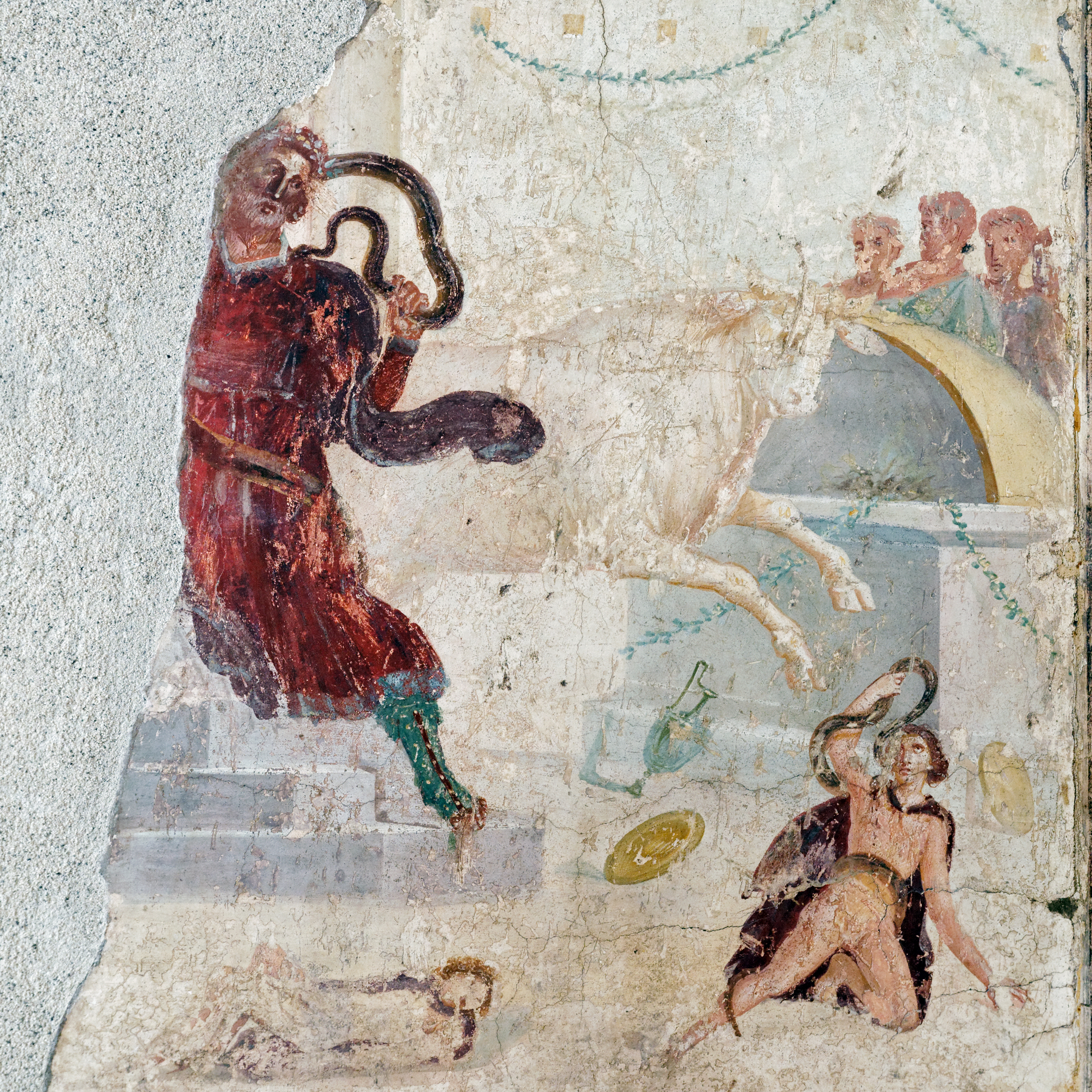
Römisches Wandbild in der Casa di Laocoonte (bis 50 n. Chr.) mit der Darstellung von Laokoons Tod.

Die Casa di Laocoonte („Haus des Laokoon“) ist ein Haus in der im Jahr 79 n. Chr. bei einem Ausbruch des Vesuv verschütteten Stadt Pompeji. Ihren modernen Namen erhielt sie nach einem dort befindlichen Wandbild mit der Darstellung des Laokoon. Das Haus wurde 1875 ausgegraben.
Die Casa di Laocoonte befindet sich im modern als Region VI bezeichneten Stadtviertel von Pompeji und dort auf der Parzelle 14, wo die Eingänge die Nummern 28 bis 31 tragen (kurz VI 14, 28–31). Es handelt sich um ein sehr altes Gebäude, das nach dem Erdbeben im Jahr 62 n. Chr. umgebaut wurde. Die Fassade besteht aus opus testaceum. Ein linker Nebenraum war der Laden (taberna argentaria) der Geldverleiherin Faustilla, rechts befand sich ein cubiculum (Nebenraum eines Atriums). Das atrium tuscanicum samt Zisterne hatte keine weiteren Nebenräume, rechts befand sich ein Durchgang zum Stall und ein Aufgang zum Obergeschoss. Links befand sich ein Garten mit Rinne und Brunnen, rechts vom Garten die Küche und das triclinium. Zum Westen hin gibt es einen Durchgang zu einer Bäckerei mit drei Mühlen und einem Backofen, der mit einem Phallus verziert war. Besonders bekannt ist das Haus für seine Wandmalerei im dritten Stil (bis ca. 50 n. Chr.).
Das berühmteste, wenn auch teilweise zerstörte Wandbild aus dem Atrium des Hauses zeigt den mit einem Chiton bekleideten, bekränzten Laokoon. Dieser sucht auf den Stufen eines Altars Schutz vor einer Schlange, die ihn angreift. Auch einer seiner Söhne wird von einer Schlange angegriffen, der zweite liegt getötet auf dem Boden. Im Hintergrund werden ein Stier und vier Zuschauer dargestellt. Das Wandbild befindet sich heute im Archäologischen Nationalmuseum Neapel (Inventarnummer 111210) und ist möglicherweise von der Laokoon-Gruppe abhängig. Ein Bezug zu Vergils Laokoondarstellung im zweiten Buch der Aeneis wurde in der Forschung zunächst abgelehnt, Rudolf Ehwald sah eher in Euphorions Werk eine Quelle und den Altar als Teil eines Tempels – vermutlich des Apollon Tymbraios – an. Neuerdings geht die Forschung von einem Bezug zu Vergil aus, da auch diesem vermutlich zum ersten Mal alle drei Personen sterben; zudem wird vermutet, dass das Werk nur eine Kopie ist. Gegenstück zum Laokoon im benachbarten Triclinium ist ein Wandbild von Polyphem und Aeneas mit seinen Gefährten (heute Neapel, Archäologisches Nationalmuseum, Inventarnummer 111211), zu denen möglicherweise auch Odysseus gehört. Des Weiteren sind Wandbilder mit Amor, Bacchus und Mercurius sowie von mehreren Tieren und Menschen, darunter Frauen mit Girlanden, eine Hetäre, Kinder und ein Liebespaar, in diesem Haus gefunden worden. Neben Bildnissen konnten auch Vasen, Amoretten, Relief- und Amazonen-Schilde, Becher und ein Lararium identifiziert werden.